# Анђела Греговић
Анђела Греговић (Београд, 26. септембар 1978) српска је глумица и извођач.

## Образовање
У Србији је студирала код пијанисткињe Боженe Гринер. Дипломирала је на Факултету музичке уметности, као професионални музичар - концертни пијаниста (1999).
Греговић је постдипломске студије похађала на универзитету у Венецији, за архитектуру и дизајн, 2007. године.
Студирала је глуму код Горданe Марић и Сем Шахтa.
Говори српски, италијански, немачки, енглески, мало француски и мало корејски језик.

## Kаријерa
Почетком 2006. године режирала је Моцарт и Салијери, оперу Николаја Римског-Корсакова, Народно позориште у Београду.
Године 2010. глумила је у Брeнду. Како би се припремила за улогу, посветила се лечењу пацијената оболелих од граничних поремећаја личности. Такође, неколико месеци радила је у општој болници као медицинска сестра, као приправница. Бренд је премијерно представљен 2011. године у Бечу.
Анђела Греговић је 2012. године номинована од аустријске филмске академије за најбољу глумицу, за улогу у филму Бренд.